# Polylepisbergtyrann
Polylepisbergtyrann (Ochthoeca oenanthoides) är en fågel i familjen tyranner inom ordningen tättingar.

## Utseende
Polylepisbergtyrannen är en liten och attraktiv tyrann. Den känns igen på tydligt vitt ögonbrynsstreck och rostfärgad undersida.

## Utbredning och systematik
Polylepisbergtyrann delas in i två underarter:
- Ochthoeca oenanthoides polionota: förekommer i  Anderna i Peru (till norra La Libertad och västra Huánuco).
- Ochthoeca oenanthoides oenanthoides: förekommer från Anderna i Bolivia till nordligaste Chile och nordvästra Argentina.

## Levnadssätt
Polylepisbergtyrannen hittas i öppna och halvöppna buskrika miljöer i Anderna. Den påträffas ofta i klippiga dalar och raviner samt i öppna Polylepis-lundar, därav namnet. Fågeln ses vanligen enstaka eller i par, sittande tystlåtet på låg till medelhög höjd i buskar, varifrån den gör utfall för att fånga insekter på marken.

## Status och hot
Arten har ett stort utbredningsområde, men tros minska i antal, dock inte tillräckligt kraftigt för att den ska betraktas som hotad. Internationella naturvårdsunionen IUCN listar arten som livskraftig (LC).